# Philodicus gracilis
Philodicus gracilis là một loài ruồi trong họ Asilidae. Philodicus gracilis được Wulp miêu tả năm 1899. Loài này phân bố ở vùng nhiệt đới châu Phi.